# Marmo pentelico

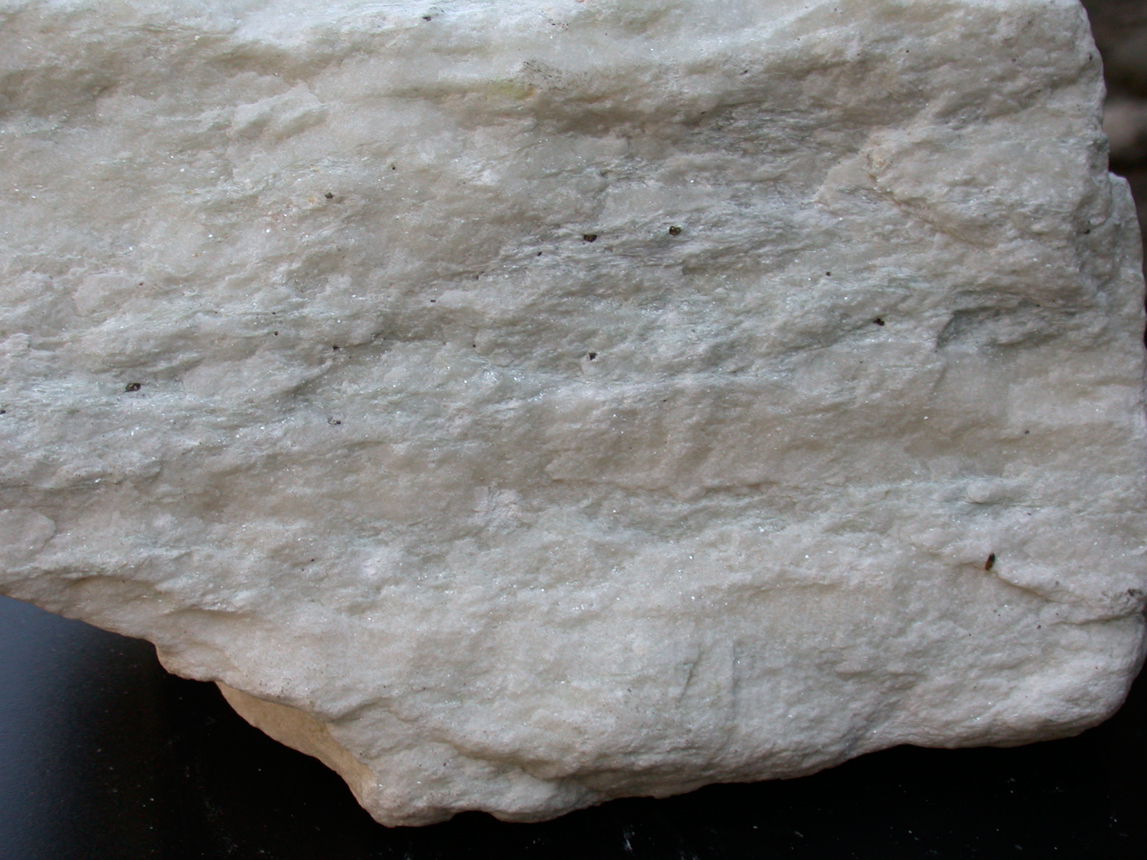
Esempio di marmo pentelico

Il marmo pentelico è un marmo bianco a grana fine, che può assumere tenui tonalità di giallo oro, talvolta con brillanti venature verdastre, caratteristico della Grecia.
La cava da cui si estrae si trova a circa 5 km a nord-est di Atene, nel versante est del monte Pentelico.

## Storia
Questo marmo è stato usato per la costruzione del Partenone, dei propilei e dell'Eretteo sull'Acropoli di Atene e di molte altre opere scultoree di autori greci, come per esempio la Stele dell'Ilisso della Scuola di Skopas.
Esso non venne solo utilizzato dai greci, ma anche dai romani, ad esempio nel tempio di Giove Ottimo Massimo sul Campidoglio, e nell'Arco di Tito, ed è tuttora in estrazione. La diffusione di questo marmo si dovette non solo alla diffusione dell'arte e dell'architettura greca nella zona del mar Mediterraneo, ma anche al pregio e al colore.